# Àhmad al-Abbàs
Àhmad al-Abbàs fou sultà sadita a Marràqueix del 1655 al 1659.
Va succeir el seu pare Mahàmmad aix-Xaykh al-Àsghar quan va morir el 30 de gener del 1655. Degut a una aliança matrimonial la tribu Xabana o Xabbanat va agafar una mena d'hegemonia a la regió, fins que finalment el xeic Abu-Bakr aix-Xabaní va intentar agafar el poder i va assetjar al sultà durant mesos a la ciutat (1658). Per consell de la mare, el sultà va anar a parlar amb els caps de la revolta, que eren els seus oncles materns, però una vegada es va presentar al domini de la tribu fou fet presoner i assassinat (1659). Van entrar a la capital i van proclamar sobirà al caid local Abd al-Karim ibn Abu Bakr aix-Xabaní, conegut per Karrum al-Hajjí, fill del xeic dels Xabana.